# Jan Leyniers
Jan Leyniers (Brussel, 1630 - aldaar, 13 december 1686 ) was een Zuid-Nederlands wandtapijtenwever.
Leyniers behoorde tot de Leyniersfamilie van wevers en wolververs. Bij zijn overlijden eindigde de tak van wevers. Een neef, Jan Urbanus Leyniers had toen het monopolie op wolverven te Brussel.
Werken van hem hangen in Palazzo Chigi.